# فيكتور لوندبيرغ
فيكتور لوندبيرغ (بالإنجليزية: Victor Lundberg)‏ هو مقدم برامج إذاعية أمريكي، ولد في 2 سبتمبر 1923، وتوفي في 14 فبراير 1990.

## وصلات خارجية
- فيكتور لوندبيرغ على موقع ميوزك برينز (الإنجليزية)